# Kepler-37
Kepler-37 è una stella di classe G nella costellazione della Lira, distante 215 anni luce dal sistema solare. Studiata nell'ambito della missione Kepler, nel febbraio del 2013 è stata annunciata la presenza di tre pianeti extrasolari orbitanti attorno a essa. Il pianeta più interno, Kepler-37 b, al momento della scoperta risulta essere il più piccolo esopianeta conosciuto in orbita attorno a una stella di sequenza principale, essendo infatti più piccolo e meno massiccio di Mercurio, e poco più grande della Luna.

## Caratteristiche
Kepler-37 è una nana gialla un po' più piccola e meno massiccia del Sole, con un raggio e una massa rispettivamente del 77 e dell'80% di quelli della nostra stella. La sua temperatura superficiale è attorno ai 5400 K e la presenza di metalli, cioè elementi più pesanti dell'elio, è circa la metà della quantità presente nel Sole.

## Sistema planetario

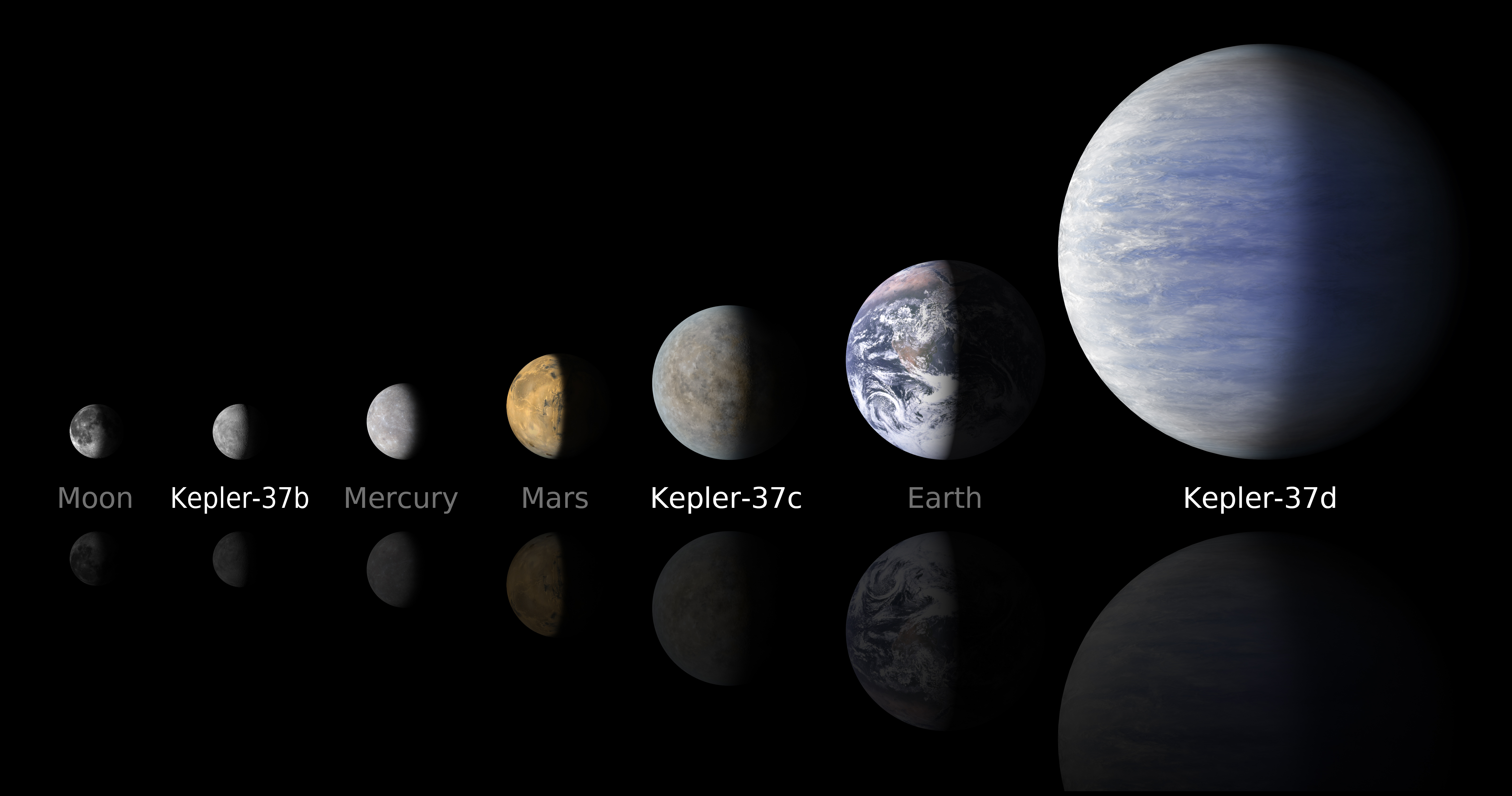
I pianeti di Kepler-37 comparati ai corpi rocciosi del sistema solare.

I pianeti sono stati scoperti nel settembre del 2012 con il metodo del transito grazie al telescopio spaziale Kepler, e l'annuncio è stato fatto ad inizio 2013, dopo che simulazioni al computer avevano escluso fenomeni astronomici che potevano imitare i transiti planetari. 
Tutti e tre i pianeti orbitano piuttosto vicini alla stella, con periodi orbitali compresi tra 13 e 40 giorni. Oltre al pianeta interno, poco più grande della Luna, anche il secondo pianeta, Kepler-37 c, è più piccolo della Terra, con un raggio del 74% di quello del nostro pianeta, mentre il più esterno, Kepler-37 d ha un raggio doppio rispetto a quello terrestre.
Nonostante i pianeti siano troppo vicini alla propria stella madre per poter supportare la vita, Thomas Barclay, un astrofisico del gruppo che lavora alla missione Kepler e a capo del gruppo che ha portato all'annuncio del sistema planetario, ha detto che la scoperta è stata "una buona notizia" per la ricerca di pianeti abitabili, che è un obiettivo primario del progetto; la scoperta ha dimostrato infatti che Kepler è in grado di rilevare pianeti delle dimensioni della Terra o anche più piccoli. Tuttavia, egli non prevede di trovare molti pianeti piccoli come Kepler-37b a causa della piccola quantità di luce emessi da corpi così piccoli. Secondo lo scienziato della NASA Jack J. Lissauer, la scoperta di Kepler-37 b suggerisce che questi piccoli pianeti siano molto comuni attorno alle altre stelle. L'astronomo John Johnson invece, afferma che la scoperta di un pianeta più piccolo di Mercurio sarebbe stata inimmaginabile solo pochi anni fa.
Sotto, un prospetto del sistema planetario di Kepler-37.
| Pianeta | Tipo              | Massa              | Raggio  | Periodo orb.  | Sem. maggiore | Eccentricità | Scoperta |
| ------- | ----------------- | ------------------ | ------- | ------------- | ------------- | ------------ | -------- |
| b       | Pianeta terrestre | 0,52+0,36 −0,18 M⊕ | 0,28 r⊕ | 13,367 giorni | 0,1003 UA     | 0,08         | 2013     |
| c       | Pianeta terrestre | < 1,2 M⊕           | 0,74 r⊕ | 21,302 giorni | 0,1368 UA     | 0,09         | 2013     |
| d       | Super Terra       | 34+11 −9 M⊕        | 1,95 r⊕ | 39,792 giorni | 0,2073 UA     | 0,15         | 2013     |
| e*      | —                 | —                  | —       | 51,196 giorni | 0,2508 UA     | —            | 2014     |

* Contestato da Rajpaul et al.

### Annotazioni
1. ↑  Un pianeta che ha un raggio di un terzo di quello terrestre non può avere quella massa, significherebbe che la sua densità è di 100 g/cm³, che è fisicamente impossibile per un piccolo pianeta.